# Jávea
Jávea (in valenzano e co-ufficialmente: Xàbia) è un comune spagnolo situato nella comunità autonoma Valenciana, rinomata località balneare della Costa Blanca.